# Chris Byars

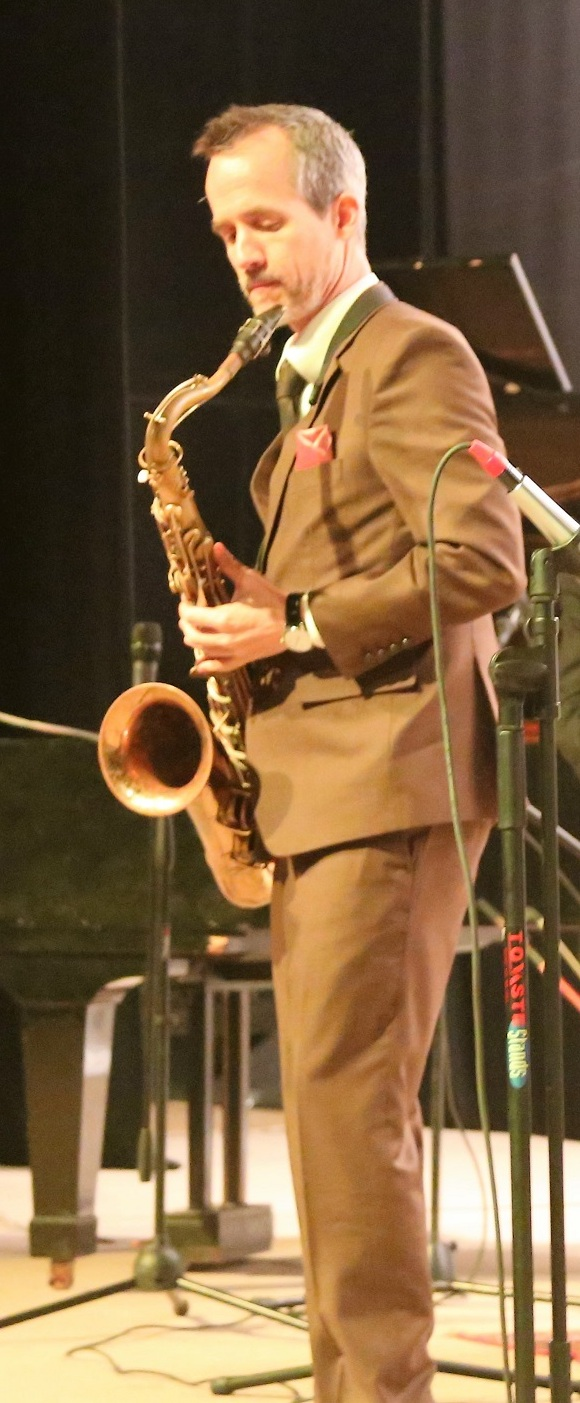
Chris Byars, 2000

Chris Byars (* 2. November 1970 in New York City) ist ein US-amerikanischer Jazzmusiker (Tenor-, Alt-, Sopransaxophon, Flöte, Klarinette, Arrangement) und Komponist.
Chris Byars stammt aus einer Musiker- und Künstlerfamilie; als Kind sang er in der Metropolitan Opera und der New York City Opera. Er hatte Unterricht an George Balanchines School of American Ballet, tanzte im New York City Ballet und wirkte bei der Balanchine-Produktion von Maurice Ravels L’enfant et les sortilèges für das National Public Television mit. Nach dem Besuch der Stuyvesant High School studierte er an der Manhattan School of Music. Durch Ari Roland und Sacha Perry fand er zur New Yorker Jazzszene und spielte in den folgenden Jahren u. a. mit Clarence „C“ Sharpe, Frank Hewitt, Dave Glasser, Junior Cook, Bill Hardman, Leo Mitchell, John Marshall und Charles Davis; außerdem hatte er Privatunterricht bei Barry Harris. Nach dem Tod von C Sharpe 1990 gründeten Byars und Roland die Tributband Across 7 Street, in der u. a. John Mosca, Joe Magnarelli, Sacha Perry und Jimmy Lovelace spielten. Byars leitet außerdem ein Oktett und komponiert für Kammerensemble und Sinfonieorchester. Im Bereich des Jazz war er zwischen 1989 und 2012 an 34 Aufnahmesessions beteiligt, u. a. auch bei Mark Elf und Neal Miner.

## Diskographische Hinweise
- Night Owls (Smalls, 2002)
- Across 7 Street: Made in New York (Smalls, 2002)
- Photos in Black, White and Grey (Smalls, 2006)
- Jazz Pictures at an Exhibition of Himalayan Art (Smalls, 2007)
- Blue Lights (SteepleChase, 2008)
- Bop-ography (SteepleChase, 2009)
- Lucky Strikes Again (SteepleChase, 2010)
- Music Forever - Tribute to Freddie Redd (SteepleChase, 2011)
- On the Shoulders of Giants (SteepleChase, 2020)
- Rhythm and Blues of the 20s (SteepleChase, 2022), mit John Mosca, Zaid Nasser,  Stefano Doglioni, Ari Roland,  Phil Stewart